# José María Serralde
José María Serralde Ruiz (Ciudad de México, México; 23 de julio de 1974) es un músico, director de orquesta, pianista y concertista mexicano. Se ha especializado en la musicalización de cine mudo de su país y otros.

## Trayectoria
Serralde Ruiz estudió licenciatura en piano en la Escuela Nacional de Música de la Universidad Nacional Autónoma de México. En 1998 fundó el Ensamble Cine Mudo, una agrupación musical mexicana dedicada al rescate, investigación y musicalización de cine mudo. De manera individual Serralde interpreta y compone música desde 1996 para películas del cine mudo mexicano. Entre las cintas que ha musicalizado en vivo como El tren fantasma, El puño de hierro y Tepeyac, actividad en la que ha colaborado con la Filmoteca de la UNAM y la Cineteca Nacional. Las cuatro restauraciones de cine mudo que ha hecho la Cineteca Nacional han sido interpretadas por Serralde.
Es usuario y promotor de software libre, por lo que sus actividades creativas y escénicas las realiza enteramente con estas tecnologías.

## Obra
- Los rollos perdidos de Pancho Villa, música original.[4]

- Revolución Mexicana y el México de 1900, música para serie documental

- Why to fear the future, obra para la pieza Dark mirror de Carlos Amorales (2005)[5]

### Música para cine mudo
- Santa, música e interpretación (2018)[6]

- El automóvil gris, música e interpretación (2016)[7]

- El tren fantasma, música e interpretación (2016)[8]

## Premios y reconocimientos
- Pianista oficial del Festival de Cine Mudo de Pordenone, Italia.[9]